# Bernardo Musso
Bernardo Adolfo Musso (Pergamino, 17 aprile 1986) è un cestista argentino con cittadinanza italiana.

## Carriera
In Italia è arrivato a 17 anni con il fratello Victorio nel 2003 disputando il campionato Serie C regionale 2003-04 in Sicilia con la Pallacanestro Licata.
Poi, sempre col fratello, è andato a giocare in Sardegna con la Mercede Basket Alghero dove ha vinto il campionato Serie C regionale 2004-05 ed ha militato poi anche in Serie C1 Nazionale (attuale Serie C Dilettanti) la stagione seguente.
Si trasferisce nelle Marche al Basket Fossombrone per restarci fino al 2008 (2006-07 vittoria del campionato Serie B2 Nazionale e 2007-08 play-off in Serie B Dilettanti).
Nella stagione 2008-09 è passato alla Pallalcesto Amatori Udine Serie A.
Nella stagione 2009-10 è stato al Basket Brescia Leonessa in Serie A Dilettanti.
Dall'estate del 2010 gioca in Serie A Dilettanti con il Perugia Basket. Nel luglio del 2011 passa al Napoli militante nella Divisione Nazionale A. In quel campionato è il miglior marcatore, con 19,8 punti di media. Nell'agosto 2012 passa alla Fulgor Libertas Forlì in Legadue.
Il 2 agosto 2013 firma per la Vuelle Pesaro. Resta nella massima serie per due stagione diventando anche il capitano.
Nel 2015 torna in patria al San Lorenzo dove vince il campionato argentino.
Una curiosità: da quando è arrivato in Italia nel 2003, ha giocato in tutti i primi 6 livelli della pallacanestro italiana (dalla Serie C regionale sino alla Serie A nazionale).

## Palmarès
- Campionato argentino: 1

San Lorenzo: 2015-16
- Supercoppa LNP: 1

Scafati Basket: 2020